# Cable sèrie

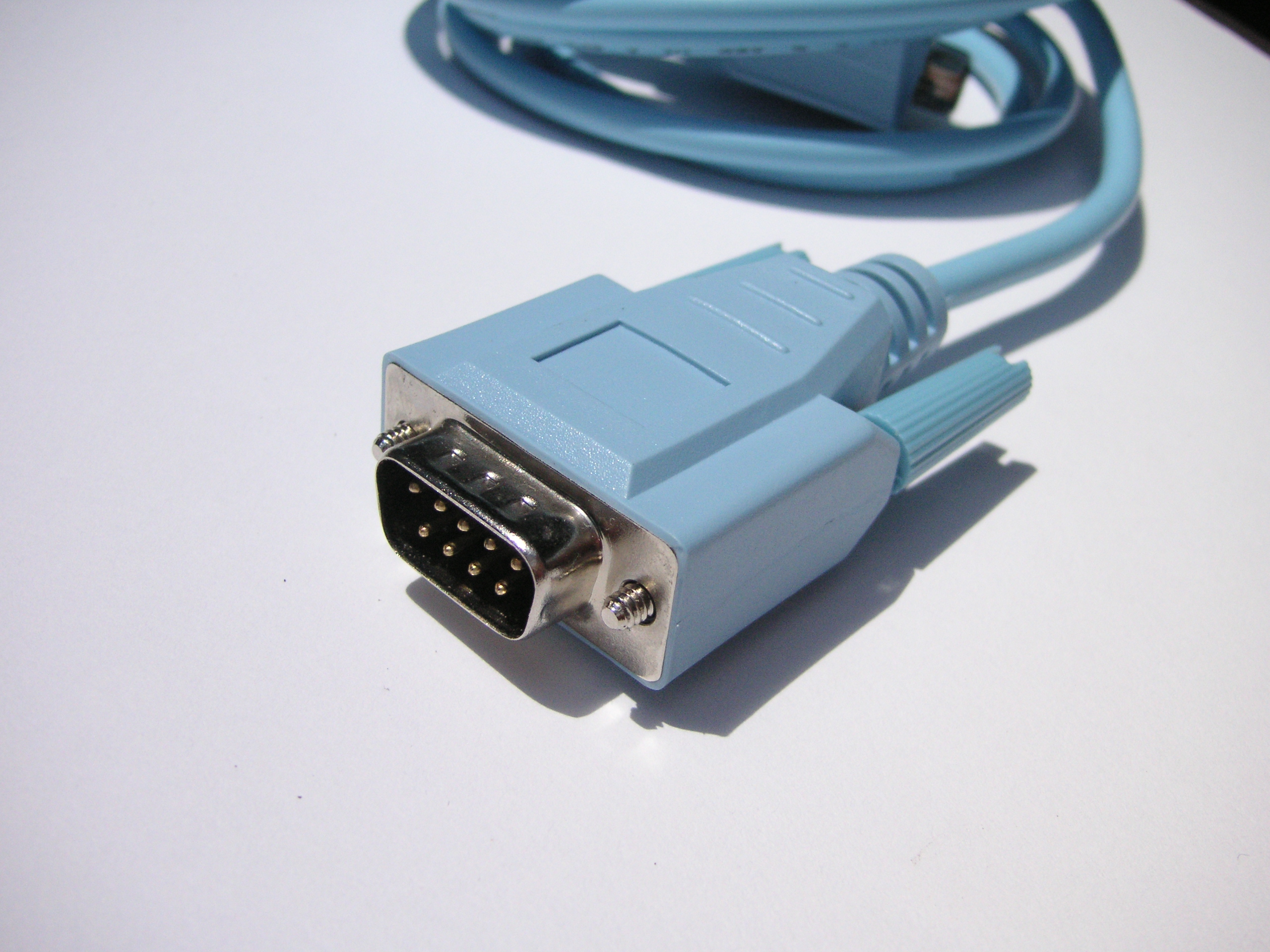
Cable sèrie utilitzat normalment per a comunicacions RS-232

Un cable sèrie és un cable que s'utilitza per transferir informació entre dos dispositius que utilitzen un protocol de comunicació sèrie. La forma dels connectors depèn del tipus de port sèrie usat en cada cas particular. Un cable de connexió per a la connexió de dos DTE connectats directament es coneix com a cable mòdem nul. Cada extrem del cable es pot connectar a un sol dispositiu. És un cable que és barat de compra i fàcil d'instal·lar i connectar.

## Longituds màximes del cable
El cable sèrie té una distància de transmissió curta degut al soroll que limita la velocitat de transmissió (nombre de bits per segon) quan el cable té més de 15 m de longitud. Per limitar el soroll, les línies de transmissió i recepció han d'estar referenciades a terra, per tant, només és adequat per a circuits no balancejats.
La longitud màxima de treball d'un cable sèrie varia en funció de les característiques dels circuits de transmissió i recepció, la velocitat en bauds de les dades trameses amb el cable, i la impedància i capacitància d'aquest. La norma RS-232 indica que un port sèrie compatible ha de proporcionar un senyal amb determinades característiques per a una càrrega capacitiva de 2500 pF. Però això no correspon a una longitud fixa de cable ja que cables diferents tenen característiques diferents.
S'han provat empíricament les combinacions de velocitat de bits per segon dels ports sèrie, longitud i tipus de cable, que poden proporcionar comunicacions fiables, però generalment els ports RS-232 compatibles estan destinats a ser connectats usant cables d'unes poques desenes de metres com a màxim. Altres normes de comunicacions sèrie, com el bucle de corrent, RS-422, etc.. s'adapten millor i poden arribar fins a centenars o milers de metres de longitud del cable.

## Ús
- Es fa servir amb els analitzadors de protocol
- LapLink subministrava un cable sèrie-mòdem nul conjuntament amb un altre amb la norma IEEE 1284, els ports típics d'un PC.
- Hi han connectors sobre plaques de proves amb cables pont per simular els senyals RS232C
- Inicialment les interfícies JTAG feien servir cables sèrie en lloc del cables USB